# Marjan Prelovšek
Marjan Prelovšek, slovenski smučarski skakalec in trener, * 1949, Ljubljana.
Prelovšek je kariero začel kot član skakalnega kluba Enotnost iz Mosteca. Po propadu skakalnice na Galetovem v Šiški je bil leta 1970 med pobudniki za ustanovitev Smučarsko skakalnega kluba Ilirija, prvega samostojnega smučarskega kluba na Slovenskem. Leta 1969 je na preizkusu novozgrajene planiške velikanke dosegel 148 m in bil najdaljši domači skakalec. Med letoma 1971 in 1975 je sodeloval na tekmah Turneje štirih skakalnic. Največji uspeh v karieri je dosegel leta 1973 na Pokalu Kongsberg, ko je v mestu Murau osvojil drugo mesto za Walterjem Steinerjem. Leta 1975 je končal tekmovalno kariero in začel delovati kot trener v klubu. V triintridesetletni trenerski karieri je pomagal vzgojiti več uspešnih slovenskih skakalcev, kot so Matjaž Debelak, Janez Debelak, Primož Ulaga, Damjan Fras in Jernej Damjan. Leta 2008 je s strani Mestne občine Ljubljane prejel Nagrado Marjana Rožanca za dosežke na področju športa.